# Свилеватость

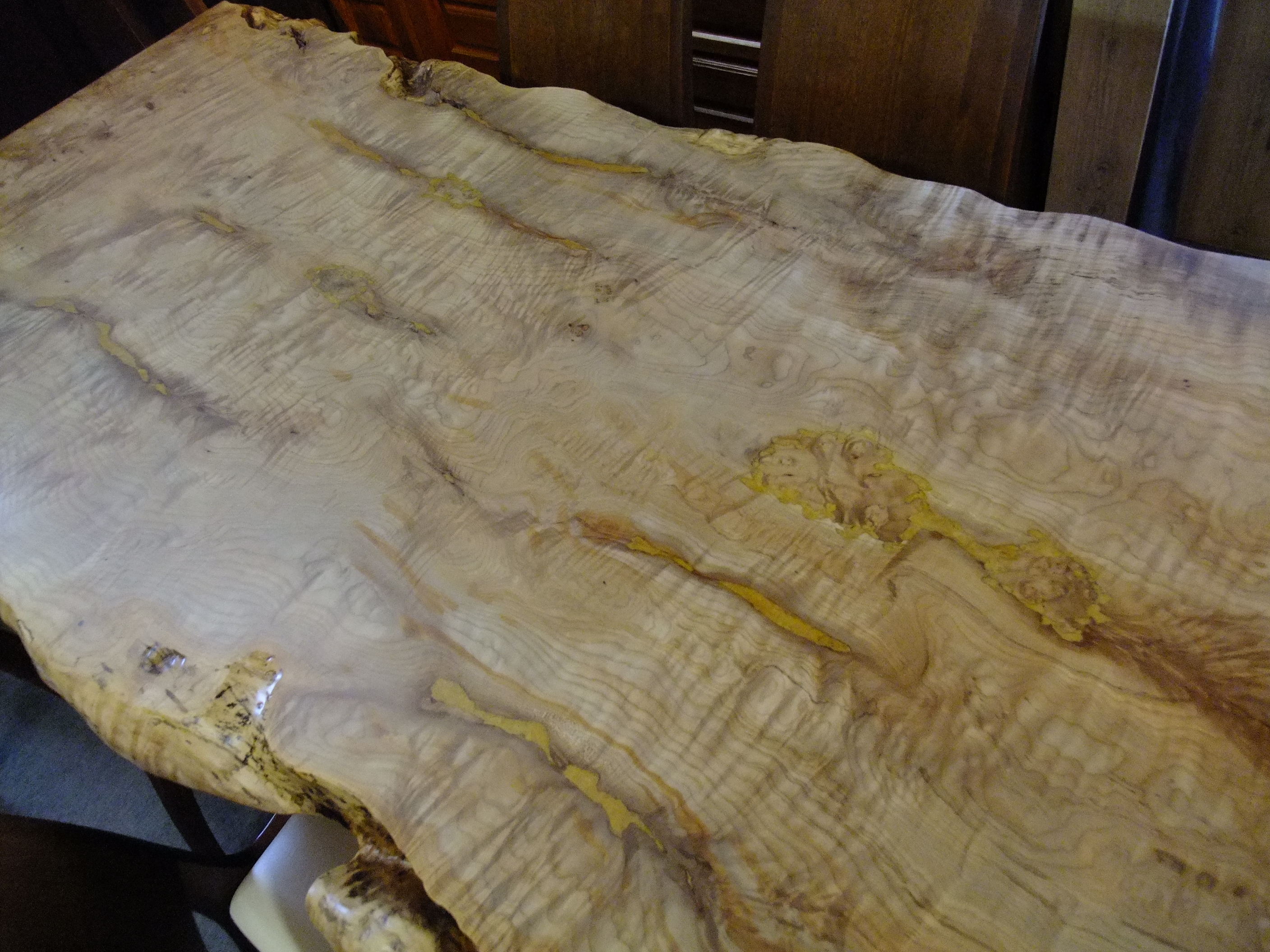
Волнистая свилеватость у клёна

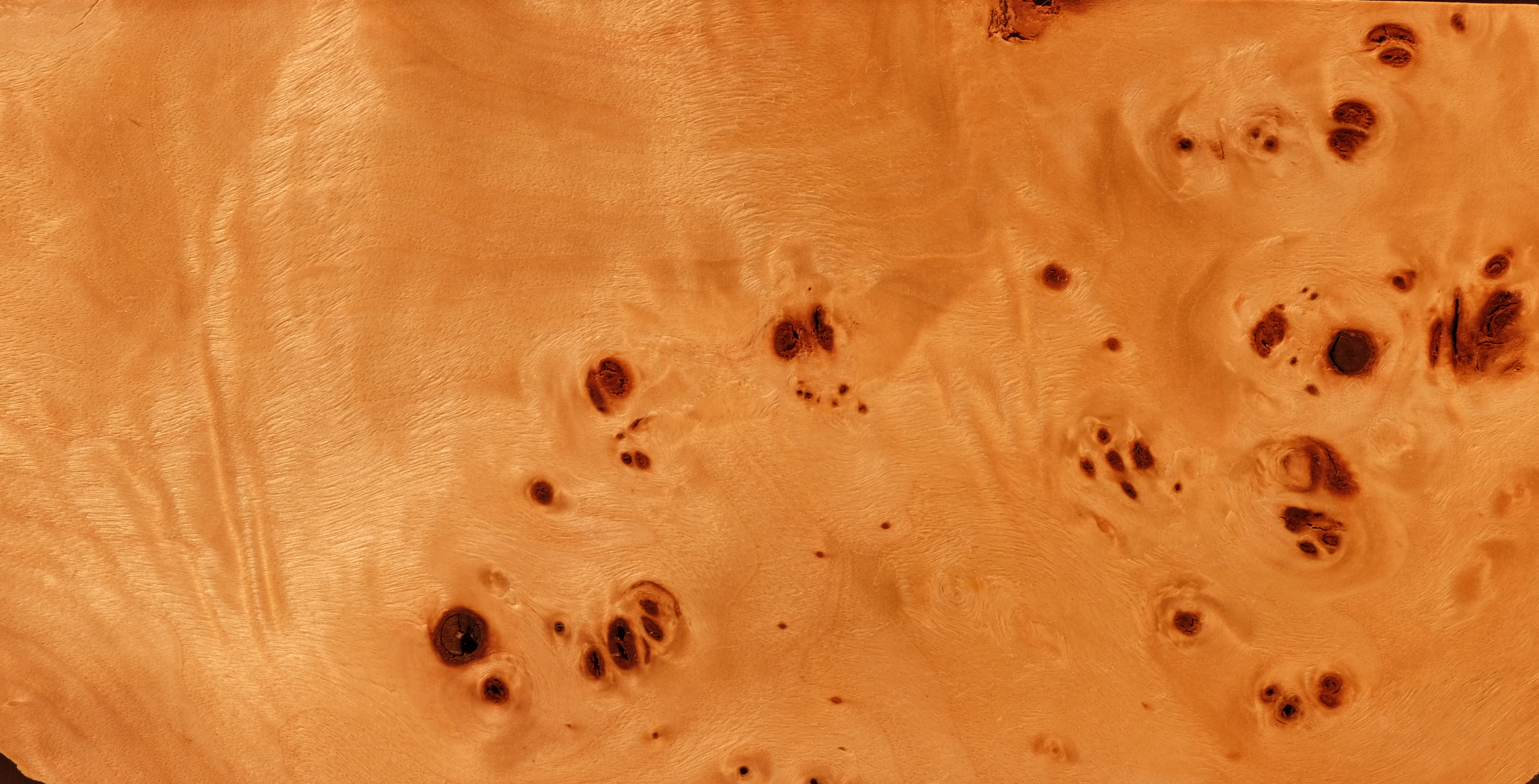
Путаная свилеватость в капе тополя

Свилева́тость — порок строения древесины, выражающийся в извилистом или беспорядочном расположении волокон древесины. Различаются:
- волнистая свилеватость — с более или менее правильным расположением волокон, и
- путаная свилеватость — с беспорядочным расположением волокон.

Встречается на всех древесных породах, чаще на лиственных и преимущественно в комле ствола. Оболочки волокон (либроформ и трахеиды), в отличие от прямослойной древесины, более утолщены; окаймлённые поры обычно сосредоточены в средней части трахеид. Свилеватость может возникнуть около ран, где вновь формирующиеся волокна и трахеиды образуют изгибы. Может наблюдаться и в связи образованием из камбия и последующим отмиранием скученных почек и побегов: в этих местах сердцевинные лучи расширяются, а волокна и трахеиды отклоняются и изгибаются. Может возникать и только при расширении сердцевинных лучей.
Из свилеватой древесины состоят наросты, свилеватым строением древесины отличается карельская берёза. Свилеватость характерна для многих тропических пород древесины: 
как постоянный признак, присутствует, например, в следующих породах: маслина африканская, сатиновое дерево, лофира крылатая, абачи, ироко; 
как часто встречающийся: коромандельское чёрное дерево, билинга, зебрано, падук и т. д..
Снижает прочность древесины при растяжении, сжатии и изгибе; повышает прочность при раскалывании, затрудняет строгание и тёску, зато в качестве отделочного материала, например, струганого шпона, она высоко ценится. Свилеватость клёна, ясеня, карагача, берёзы повышает ценность древесины благодаря красивому рисунку, особенно на тангентальных срезах (по касательной к годовым слоям).
Свилеватый участок в древесине называется свилью. Существует пословица: крива свиль, да столяры хвалят.